# Pierre II Biard
Pour les articles homonymes, voir Biard (homonymie).
Ne doit pas être confondu avec Pierre Biard ou Pierre Biard l'Aîné.
Pierre II Biard dit aussi Pierre Biard le jeune (Paris, 1592 - Paris, 28 mai 1661), est un sculpteur, graveur et architecte français du XVIIe siècle.

## Biographie
Fils du sculpteur Pierre Biard l'Aîné, Pierre II Biard étudie d'abord dans l'atelier de son père. Sculpteur du roi en 1609, il devient valet de chambre du roi de 1619 à 1633. Frère de Barbe Biard, épouse de Sébastien Bruant, il est ainsi allié à cette famille d'architectes et notamment l'oncle de l'architecte Jacques Bruant (1624-1664) et de son frère Libéral Bruant (1635-1697), représentant majeur de l'architecture classique française et membre fondateur de l'Académie royale d'architecture.
Peu d'exemples de son art nous sont parvenus. On lui attribue notamment le priant de Nicolas Le Jay, garde des Sceaux, pour son tombeau installé au couvent des Minimes de la Place Royale. Seul le buste du défunt subsiste aujourd'hui (Paris, musée du Louvre), ainsi que le priant de son épouse Madeleine Marchand, sculpté par Thomas Boudin (Paris, musée du Louvre). On lui attribue également le portrait équestre de Louis XIII (sur un cheval en bronze de Daniele da Volterra), érigé sur la Place Royale (actuelle place des Vosges) en 1639, aujourd'hui détruit. Pierre II Biard est également l'auteur du tombeau de Charles de Valois, duc d'Angoulême (son effigie funéraire est aujourd'hui conservée à la Bibliothèque Historique de la Ville de Paris).
Il pourrait être l'auteur en 1613 de la cheminée nord de la grande salle de l'Hôtel de Ville.
En 1642, Rachel de Cochefilet, veuve du ministre Sully, lui commande une grande statue en pied de son époux, placée au château de Villebon jusqu'en 1793. L'œuvre est aujourd'hui conservée au château de Sully-sur-Loire.

## Liste des œuvres
- Cheminée nord de la grande salle de l'Hôtel de Ville de Paris, 1613, détruite
- La Seine et Le Rhône, vers 1624-1630, en couronnement de la fontaine Médicis, dans le jardin du Luxembourg (Paris)
- Buste de Nicolas Le Jay, garde des Sceaux, après 1636, marbre, Paris, musée du Louvre
- Monument équestre de Louis XIII sur la place Royale, 1634-1639, détruit[2]
- Amphitrite sur une coquille, statue de bronze pour le parc du Château de Bagnolet, 1633 [3](détruite, connue par une reproduction dessinée par Pierre Brébiette
- Statue en pied de Maximilien de Béthune, duc de Sully, 1639, Sully-sur-Loire, musée du château
- Vierge à l'enfant pour l'église de la Merci à Paris, 1655, perdue
- Tombeau de Charles de Valois, duc d'Angoulême, 1659, Paris, hôtel de Lamoignon, Bibliothèque Historique de la Ville de Paris

Plusieurs gravures réalisées pendant son séjour à Rome sont aujourd'hui connues.